# Ochyrocera oblita
Ochyrocera oblita is een spinnensoort uit de familie Ochyroceratidae. De soort komt voor in Venezuela.